# La Madone du rosaire (Lotto)
La Madone du Rosaire (Madonna del Rosario) est un tableau de 1539 de Lorenzo Lotto. Cette œuvre, huile sur toile de 384 × 264 cm, est conservée à la pinacothèque municipale de la ville de Cingoli, dans la région des Marches, en Italie. La signature de l'artiste apparaît au-dessous des pieds de la Vierge : « .L.LOTUS.MDXXXIX. ».

## Histoire
L’œuvre fut commandée par la Confraternité du Rosaire de Cingoli, petite ville proche de Jesi, pour orner un autel de l’église Saint-Dominique. Elle y demeura jusqu’à la fin des années 1960, d’où elle fut transférée, pour des raisons de conservation, à l’église Saint-Nicolas, puis au musée.

## Thème
Dans l'iconographie chrétienne, la Vierge Marie peut être accompagnée d'un objet symbolique, une rose, qui invoque l’amour et en particulier l’« amour universel » que représente précisément la Vierge aussi appelée « la rose sans épines ».
Outre les invocations par une seule fleur coupée, il existe également des Vierges au buisson de roses (Schongauer, William Adolphe Bouguereau, etc.), représentations où la Vierge portant l'Enfant est placée devant un rosier. La symbolique change alors entre fleur unique coupée (voire sans épines) tenue, ou présente en premier plan, et arbuste placé en arrière-fond.
Cette représentation de la Vierge trônant et dominant la scène, ou Vierge en majesté, peut aussi être qualifiée de conversation sacrée, puisqu'elle est accompagnée de figures saintes intemporelles.

## Description
Dans un format à haut cintré (centinata), la Vierge portant l'Enfant trône au centre de la composition, entourée de figures saintes : saint Dominique agenouillé à gauche reçoit de la Vierge sa couronne ; un évêque en habits à droite, agenouillé également, présente à l'Enfant Jésus, un modèle de la cité ; juste derrière lui, plusieurs autres figures saintes présentant des lys ou tenant un crucifix. De l'autre côté d'autres figures saintes encadrent la scène : une femme avec une fiole dans la main et un moine levant la sienne pour montrer du doigt le haut de la scène. Sous le trône deux angelots (ou putti) éparpillent des pétales de roses d'un panier d'osier accompagné du petit saint Jean, reconnaissable à ses attributs, montrant Jésus du doigt.
Cette scène du premier plan est complétée en fond  jusqu'en haut de la composition d'un arbuste supportant une quinzaine de médaillons représentant chacun un épisode de la vie de Marie ou de Jésus.
On peut y reconnaître :
- L'enfance du Christ : 
  - L'Annonciation,
  - la Visitation,
  - la Nativité,
  - la Circoncision
  - Le Christ et les docteurs du temple.
- La Passion du Christ 
  - La Prière au jardin des oliviers,
  - la Flagellation,
  - le Couronnement d'épines,
  - le Chemin de Croix
  - la Crucifixion.
- La Montée au ciel : 
  - la Résurrection
  - l'Ascension,
  - la Pentecôte,
  - l'Assomption de la Vierge,
  - Le Couronnement de Marie.

## Analyse
Sperandia Simonetti est représentée à l'extrême gauche du tableau en sainte Claire portant la fiole et accompagnée de Pierre de Vérone. L'évêque de droite serait San'Esuperanzio, dignitaire religieux local (qui présente sa ville à Jésus). Derrière lui Marie-Madeleine (?)  et Thomas d'Aquin ou Vincent Ferrier.
Le panier d'osier et les pétales de roses éparpillés rappellent un détail de la tradition de la procession locale dédiée à Marie.
La composition en médaillons est du pur style gothique.

## Sources
- (it) Cet article est partiellement ou en totalité issu de l’article de Wikipédia en italien intitulé « Madonna del Rosario (Lotto) » (voir la liste des auteurs).